# Catanha
Henrique Guedes da Silva, plus connu sous le nom de Catanha, est un joueur de football hispano-brésilien né à Recife. 

## Biographie
Il a acquis une certaine célébrité dans la ligue espagnole en jouant pour le Málaga CF et le Celta Vigo.
Naturalisé espagnol, il a porté à trois reprises les couleurs de l'équipe d'Espagne.